# Scagliola

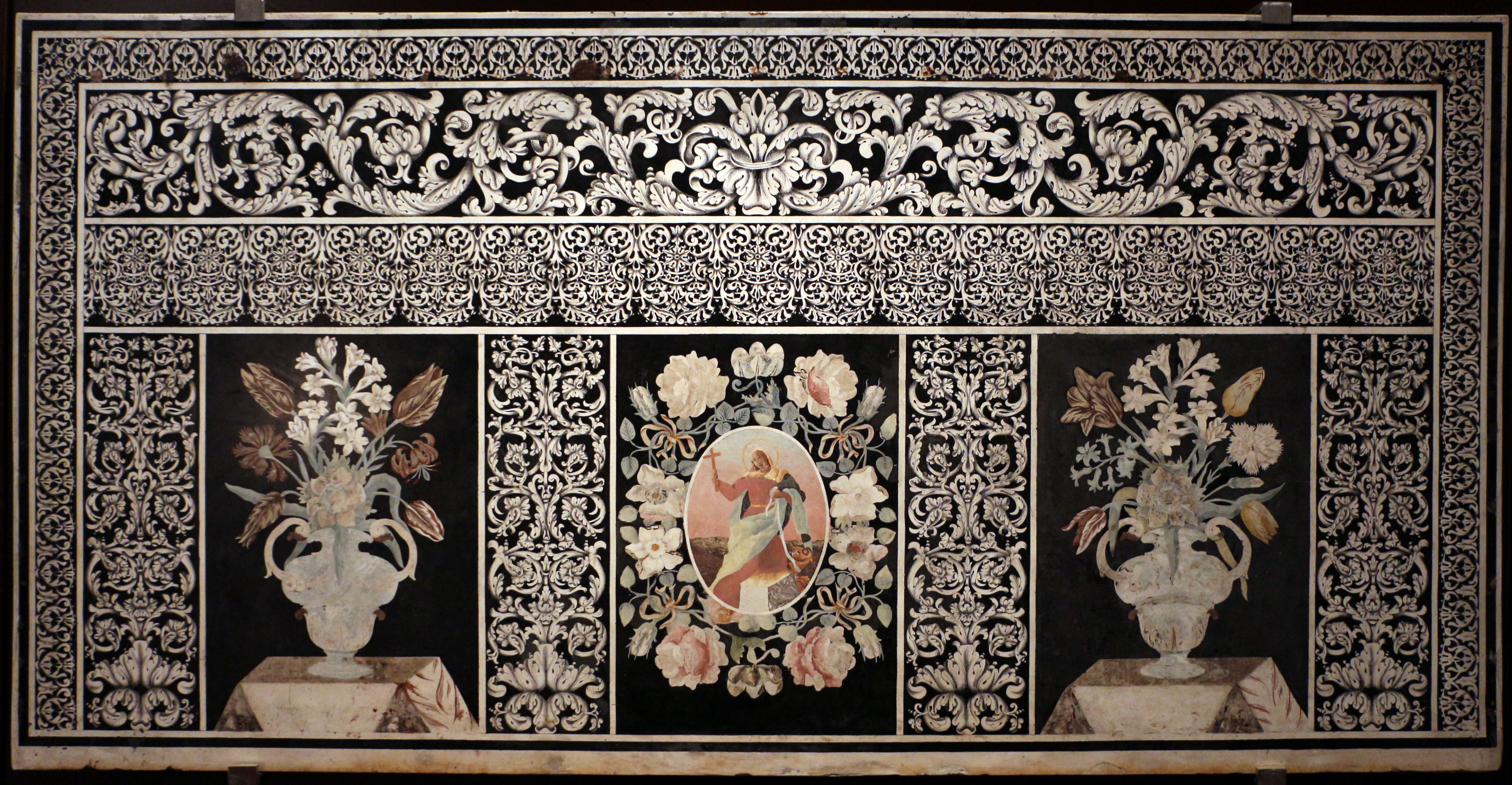
Giovan Marco Barzelli (attr.), paliotto con santa Marta, scagliola, 1660-90 ca., palazzo dei Pio, a Carpi.

La scagliola è un tipo di gesso fine usato in edilizia e in scultura. Con lo stesso termine si identifica anche la tecnica di intarsio che, dalla fine del Cinquecento ai primi anni del Seicento, nacque per "imitare" marmi e pietre dure con una mescolanza dello stesso gesso, unito con colle naturali e pigmenti colorati.

## Storia
La scagliola ha avuto una particolare tradizione nella città di Carpi, dove fu inventata all'inizio del XVII secolo, secondo la tradizione, dal carpigiano Guido Fassi e in Val d'Intelvi, tradizionale terra d'origine di specialisti dell'edilizia - architetti ma anche scalpellini decoratori e stuccatori, che nella buona stagione esercitavano la loro attività anche ben fuori dalla valle.
L'arte della scagliola visse momenti gloriosi a Carpi nel Seicento con opere principalmente di arredo sacro, passando poi "lo scettro" a Firenze e al resto della Toscana nel Settecento con la realizzazione di piani di tavolo e quadri per l'arredo domestico, diffondendosi poi nel resto d'Italia e d'Europa.
Con la scuola fiorentina, su tutti Enrico Hugford (Firenze 1695-1771), la tecnica si modifica e si affina, traendo ispirazione più dalla pittura, ma mantenendo la prerogativa dell'intarsio, caratteristica di questo artigianato che diventa arte.
Impossibile poi dimenticarci anche della produzione lombarda e campana, attive soprattutto nel XVIII secolo.